# Kleiber (Gattung)

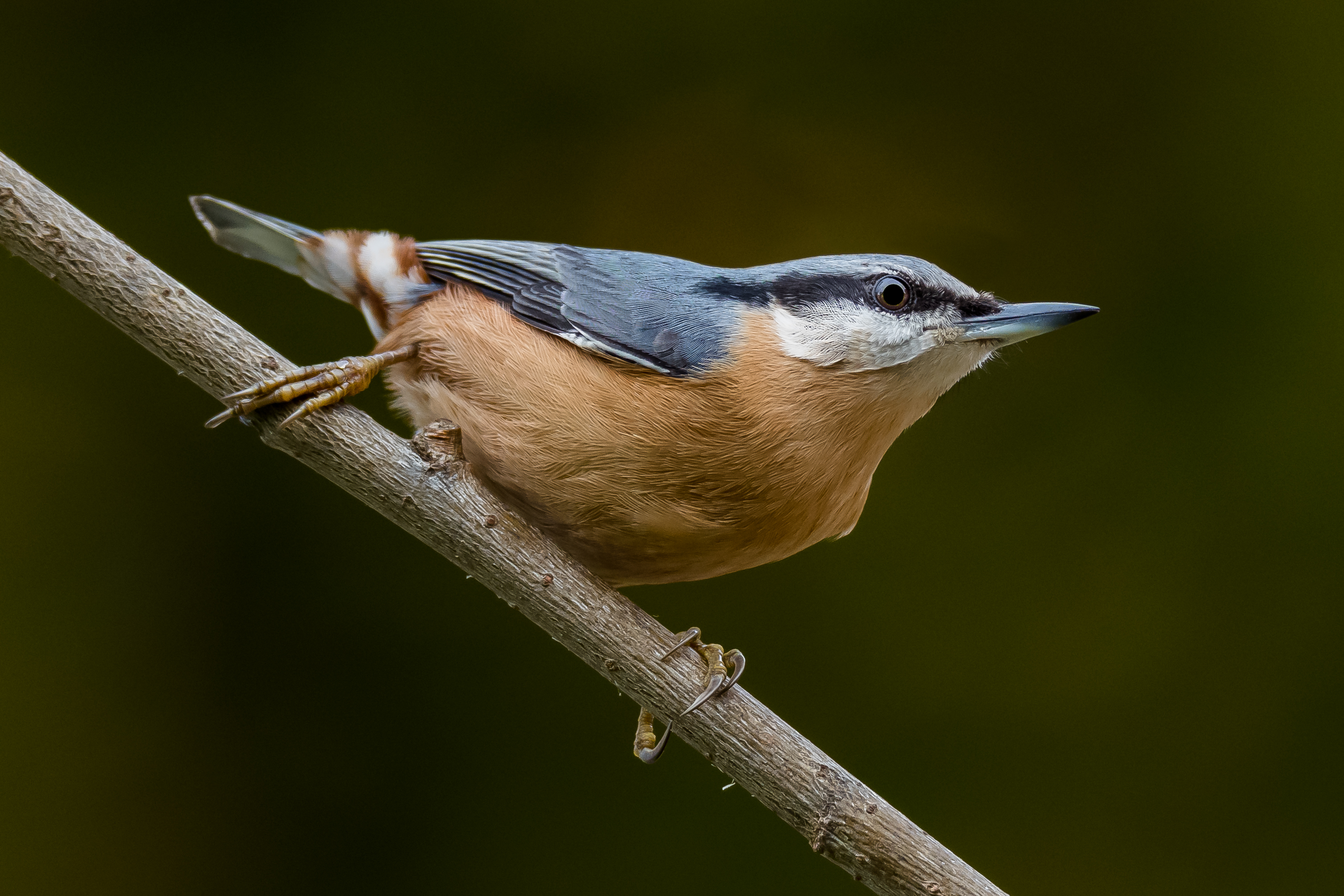
Kleiber (Sitta europaea)

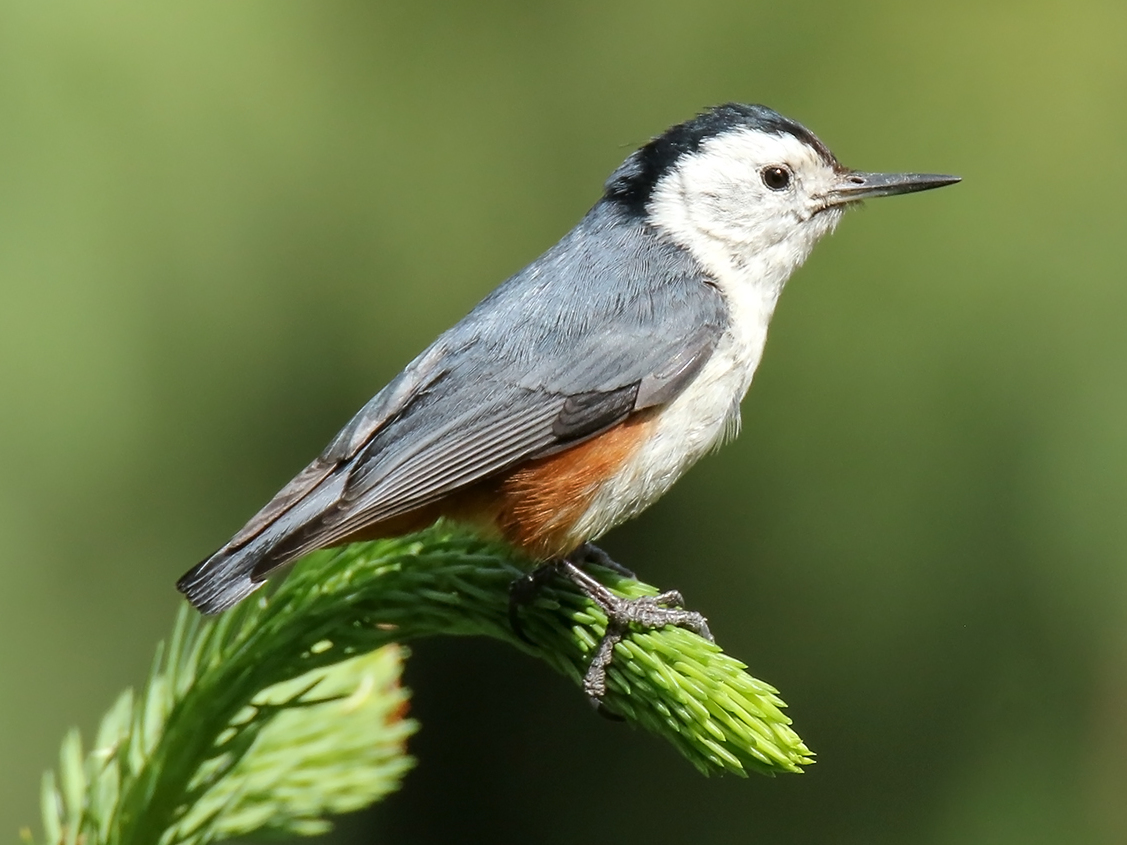
Weißwangenkleiber (Sitta leucopsis)

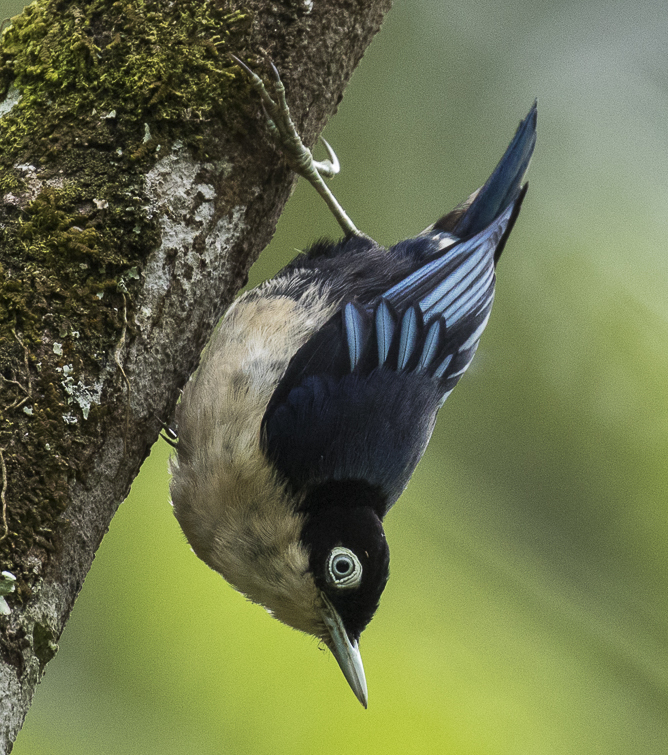
Schwarzbauchkleiber (Sitta azurea)

Die Kleiber (Sitta) oder Spechtmeisen sind eine Gattung der Singvögel, die in der hier dargestellten Systematik die einzige Gattung der Familie Sittidae bildet. Es sind standorttreue Höhlenbrüter, die in Nordamerika sowie Europa und Asien vorkommen.

## Merkmale
Kleiber sind stämmige, kleine Klettervögel. Der Rücken ist meist grau oder bläulich gefärbt, die Bauchseite ist hell. Oft sind eine schwarze Gesichtsmaske oder ein schwarzer Augenring vorhanden. Männchen und Weibchen sind ähnlich gefärbt, die Männchen aber oft kräftiger. Der Schnabel ist mittellang und gerade. Die Beine sind kurz, die Zehen sind lang und mit langen, seitlich abgeflachten Krallen versehen. Der Schwanz ist kurz und stabil, die Flügel sind mittellang und bei den meisten Arten zugespitzt.

## Lebensweise
Kleiber leben an Bäumen und Felsen und kommen in tropischen Regenwäldern, in Baumsavannen, in gemäßigten Wäldern und borealen Nadelwäldern vor. Sie ernähren sich während der wärmeren Jahreszeiten vor allem von Insekten und anderen Gliederfüßern, im Winter dagegen von Samen. Die Nahrung wird oft an Baumstämmen gesucht, wobei Kleiber suchend die Stämme hinauf oder kopfüber herunterlaufen und immer wieder Borkenstücke entfernen.
Die Nester der Kleiberarten befinden sich in Baumhöhlen oder in Felsritzen, welche sie mit Pflanzenmaterial wie Grashalmen oder Moosen, Federn und Haaren auspolstern. Beide Eltern bauen das Nest und füttern die Nestlinge, aber nur das Weibchen brütet. Das Gelege besteht aus einem bis acht Eiern. Es wird 12 bis 19 Tage lang bebrütet, die Jungvögel verlassen das Nest nach 18 bis 29 Tagen und werden danach noch bis zu 11 Tage lang von den Eltern gefüttert.

## Arten
Laut der World Bird List der IOU sind gegenwärtig 29 Arten anerkannt.
- Sitta
  - Kleiber (Sitta europaea)
  - Sibirienkleiber (Sitta arctica)
  - Kastanienbauchkleiber (Sitta nagaensis)
  - Kaschmirkleiber (Sitta cashmirensis)
  - Zimtkleiber (Sitta castanea)
  - Zimtbauchkleiber (Sitta cinnamoventris)
  - Burmakleiber (Sitta neglecta)
  - Weißschwanzkleiber (Sitta himalayensis)
  - Weißbrauenkleiber (Sitta victoriae)
  - Zwergkleiber (Sitta pygmaea)
  - Braunkopfkleiber (Sitta pusilla)
  - Bahamakleiber (Sitta insularis)
  - Korsenkleiber (Sitta whiteheadi)
  - Kabylenkleiber (Sitta ledanti)
  - Türkenkleiber (Sitta krueperi)
  - Yunnankleiber (Sitta yunnanensis)
  - Kanadakleiber (Sitta canadensis)
  - Chinakleiber (Sitta villosa)
  - Weißwangenkleiber (Sitta leucopsis)
  - Przewalskikleiber (Sitta przewalskii)
  - Carolinakleiber (Sitta carolinensis)
  - Felsenkleiber (Sitta neumayer)
  - Klippenkleiber (Sitta tephronota)
  - Samtstirnkleiber (Sitta frontalis)
  - Gelbschnabelkleiber (Sitta solangiae)
  - Schwefelschnabelkleiber (Sitta oenochlamys)
  - Schwarzbauchkleiber (Sitta azurea)
  - Riesenkleiber (Sitta magna)
  - Schmuckkleiber (Sitta formosa)

Erst 1976 wurde der Kabylenkleiber entdeckt, der an einem Reliktstandort in der Kleinen Kabylei im Norden Algeriens vorkommt und damit in einer Region siedelt, in der Kleiber nicht vermutet wurden. Von einigen Autoren wird auch die Gattung Tichodroma, die als einzige Art den Mauerläufer (T. muraria) enthält, zur Familie der Kleiber gezählt. Hier wird diese Gattung nach aktueller Darstellung (2018) der International Ornithological Union (IOU) allerdings als eigene Familie Tichodromidae geführt. Beide Gattungen stehen sich in jedem Fall genetisch sehr nah.